# Harald Andersén
Harald Fridolf Andersén, född 4 april 1919 i Helsingfors, död där 28 maj 2001, var en finländsk körledare och kyrkomusiker.

## Karriär
Andersén blev diplomekonom 1939, avlade kantor-organistexamen vid Helsingfors kyrkomusikinstitut 1942 och studerade vid Sibelius-Akademin 1939–1946. Han var kantor-organist i Mejlans, senare Tomas församling, 1939–1982, lektor vid Sibelius-Akademins kyrkomusikavdelning 1955–1982, från 1958 dess föreståndare.
Andersén intog en central ställning inom det kyrkomusikaliska förnyelsearbetet både på finskt och svenskt håll i Finland. Som förkämpe för förnyad tonbildning och utvidgad repertoar inom finländsk körsång grundade han Chorus Sanctæ Ceciliæ 1953, Sibelius-Akademins kammarkör Cantemus 1958, Klemetti-institutets kammarkör 1959 och Rundradions kammarkör 1961. Med sistnämnda kör gjorde han åtskilliga skivinspelningar. Som dirigent för dessa körer tog han initiativet till ny körmusik av bland andra Bengt Johansson, Sulo Salonen, Aulis Sallinen, Erik Bergman och Einojuhani Rautavaara. Åtskilliga körledare har instruerats av honom vid Sibelius-Akademin, Klemetti-opisto och Martin Wegelius-institutet, till vars grundare han hörde 1957 (lärare där till 1984). Han var förbundsdirigent för Finlands svenska kyrkosångsförbund 1960–1966 och för Finlands svenska manssångarförbund 1961–1972. 
Andersén tilldelades Pro Finlandia-medaljen 1966. Han blev teologie hedersdoktor vid Åbo Akademi 1974, fick statens tonkonstnärspris 1976 och professors titel 1978. och Nordiska kyrkomusikrådets hederspris 2000.

### Uppslagsverk
- Andersén, Harald i Uppslagsverket Finland (webbupplaga, 2012). CC-BY-SA 4.0